# 郭霄珍
郭霄珍（1963年—），安徽安庆人。現為安徽黄梅戏艺术职业学院綜藝系主任，曾为安庆黄梅戏剧院三团演员，曾出演《红楼梦》中的史湘云一角色。

## 概述
郭霄珍的父母都是残疾人，从小生活压力很大。1982年毕业于安徽黄梅戏学校，之后就来到安庆黄梅戏剧院当演员。
1983年，在黄梅戏电影《杜鹃女》中饰演女主角杜鹃，上了一部挂历从而被导演王扶林看中，来到北京演《红楼梦》。起初是薛宝钗的候选人之一，但最后演了史湘云。《红楼梦》拍完后，她一心想留在北京，1988年她考北京电影学院文化课成绩差了12分，1989年考中央戏曲学院又差16分，本来这个成绩也可以自费旁听，不过由于家庭生活困难，她只能选择放弃。此后心灰意冷的她回到了家乡安庆，还把在《红楼梦》剧组三年的日记烧毁。
1992年，回到家乡的郭霄珍和一位医生结婚生下了一个女儿，但不甘心的她在1994年9月带着全家来到海南省，一度在歌厅唱歌却遭到小偷洗劫。1995年，全家又来到了北京，在此期间，郭霄珍也演了一些影视剧，但最终还是没能成功，她回到家乡安庆黄梅戏剧院当了一名普通的黄梅戏演员。
2003年12月，受《艺术人生》节目组的邀请，郭霄珍第三次来到这个令她熟悉而又陌生的北京城。在红楼梦剧组二十年再聚首的节目现场，郭霄珍谈起往事已经很淡定从容，虽然多经磨难，但如今的她也有一份属于自己的幸福。

## 作品

### 黄梅戏
- 1983年 黄梅戏电影《杜鹃女》饰演杜鹃
- 1990年 黄梅戏电视剧《黄山情》饰演黄三妹 获1991年电视剧金鹰奖
- 1992年 黄梅戏《桃花梦》饰演 英娘
- 1993年 黄梅戏音乐电视剧《半把剪刀》饰演梁惠梅 获当年金鹰奖
- 1998年 黄梅戏电视剧《不倒的汉子》饰演杨银华
- 2000年 黄梅戏音乐电视剧《二月》饰演 文嫂
- 2004年 黄梅戏《春江月》饰演 柳明月

### 电视剧
- 1987年 电视剧《红楼梦》饰演 史湘云
- 1986年 电视剧《钟鼓楼》饰演郭杏儿
- 1987年 电视剧《末代皇帝》饰演祥贵人谭玉龄
- 1987年 电视剧《娥子》饰演娥子 获1988年飞天奖二等奖
- 1997年 电视剧《孙子》饰演孙武的妾室婴妫
- 1999年 电视剧《刑警本色》饰演女警察刘泷

### 电影
- 1988年 电影《避难》饰演中国少女婷婷
- 1988年 电影《巍巍昆仑》饰演新华社播音员
- 1993年 电影《私奔》饰演莫大姐

## 荣誉
- 1996 安徽省十佳青年演员